# Frank McCarron
Francis „Frank“ McCarron (* 1. Oktober 1943 in Kinning Park; † 4. November 2021 in Forfar) war ein schottischer Fußballspieler.

## Karriere
Frank McCarron wurde im Jahr 1943 in Kinning Park, einem Stadtteil der schottischen Stadt Glasgow geboren. Im Mai 1962 unterzeichnete er einen Vertrag bei Celtic Glasgow. Im April 1963 kam der Defensivspieler für Celtic zu einem Pflichtspieleinsatz im Ligaspiel der Saison 1962/63 gegen Hibernian Edinburgh. Ohne einen weiteren Einsatz für die Mannschaft absolviert zu haben, verließ er den Verein im August 1967 in Richtung England. Für den Zweitligisten Carlisle United kam er in der Spielzeit 1967/68 neunmal zum Einsatz und erzielte einen Treffer. Nach einem Beinbruch musste er seine Karriere vorzeitig beenden.